# P450オキシドレダクターゼ欠損症
P450オキシドレダクターゼ欠損症は、副腎酵素欠損症の一つである。

## 概要
P450オキシドレダクターゼ(POR)と呼ばれる酵素の異常により、21-水酸化酵素および17α-水酸化酵素の複合欠損、胎盤のP450arom(アロマターゼ)活性低下がもたらされる場合がある状態である。コレステロール合成にもP450が関与し、細胞内コレステロールが減少すると様々な骨奇形を合併することがある。Antley-Bixler症候群でステロイドの産生異常があり、頭蓋骨早期癒合症などの多発奇形をともなうようなケースは、PORの異常による。

## 治療
グルココルチコイド低下は、グルカゴン・アドレナリン・成長ホルモン低下をもたらす可能性があり、P450オキシドレダクターゼ欠損症の治療には、グルココルチコイドが用いられる。グルココルチコイドは、糖質コルチコイドとも呼ばれる、副腎皮質ホルモンの一グループである。その種類にはコルチゾール、コルチコステロン、コルチゾンがある。グルココルチコイドは、タンパク質を糖化して血糖値を上昇させ、またグルカゴン、アドレナリン、成長ホルモンに対して許容作用をもたらして、これらのホルモンの働きを起こす。